# Імені Фрунзе (місцевість)
І́мені Фру́нзе (розм. — Фрунзе) — житловий масив у центральній частині Покровського району, розташований уздовж балки Глеюватої, на правому березі Кресівського водосховища на Саксагані. На сході межує із Сухою Балкою, на півдні — із КРЕСом.

## Загальні відомості
Закладений у 30-х рр. XX століття як гірниче селище шахтоуправління імені Фрунзе.
Розвитку набув у 50-70-х роках XX ст. Має 7 вулиць, мешкає 2 тисяч осіб, має потужну соціально-побутову структуру.

## Інфраструктура
- Лікарня № 6
- Чоловічій монастир
- Палац та будинку культури
- Пам'ятник М.В. Фрунзе (знесений)